# Jacqueline Gallay
Jacqueline Gallay (Sainte-Menehould, 19 marzo 1905 – Savennières, 30 aprile 1999) è stata una tennista francese.

## Biografia
Dopo essere giunta alla finale dell'Open di Francia singolare femminile nel 1909 perdendolo contro Jeanne Matthey.
In seguito parteciperà a tutti gli Open di Francia dal 1927 sino al 1937 mancando solo le edizioni del 1929 e del 1936. La sua ultima sfida la perse contro Madzy Rollin-Couquerque.